# Zimska
"Zimska" je skladba in peti single dua BQL iz leta 2018. Glasbo je napisal Raay, tekst pa Vera Landa. 

## Snemanje
Skladbo je produciral Raay Music. Tako single izdan pri Nika Records, kot tudi videospot, ki so ga posneli Karo Media & Raay Music v sodelovanju z Metrum Films, je uradno izšel 1. 1. 2018 na portalu YouTube.

## Zasedba

### Produkcija
- Raay – glasba
- Vera Landa – besedilo
- Raay Music – aranžma, produkcija

### Studijska izvedba
- Rok Piletič – vokal
- Anej Piletič – vokal